# Territoire non organisé de Cochrane Nord
Le Territoire non organisé de Cochrane Nord est un territoire non érigé en municipalité de la province canadienne d'Ontario situé dans le district de Cochrane dans le Nord de l'Ontario.

## Géographie
Le Territoire non organisé de Cochrane Nord comprend l'ensemble du territoire du district au nord de Timmins et d'Iroquois Falls qui ne forme pas une municipalité. Il fait partie des circonscriptions fédérale et provinciale de Timmins—Baie James.

## Démographie
Selon le recensement du Canada de 2006, la population du territoire non organisé de Cochrane, partie nord est de 2 447 habitants en 2006 et de 2 975 en 2001. La valeur de 2001 a été ajustée à la suite du redécoupage des frontières du territoire pour correspondre au territoire de 2006; la population du territoire dans ses limites de 2001 était de 3 237. 64,3 % de la population ont le français en tant que langue maternelle tandis que 32,3 % ont l'anglais et 0,8 % ont le français et l'anglais. 2,7 % de la population n'a pas une langue officielle comme langue maternelle.

## Communautés
Le territoire comprend ces communautés :
- Abitibi Canyon
- Brower
- Calstock
- Coppell
- Departure Lake
- Driftwood
- Eades
- Fraserdale
- Frederick
- Gardiner
- Hallebourg
- Hunta
- Jogues
- Kitigan
- Lac-Sainte-Thérèse
- Low Bush River
- Mead
- Norembega
- Pagwa River
- Smoky Falls
- Tunis